# Gomphidia abbotti
Gomphidia abbotti är en trollsländeart. Gomphidia abbotti ingår i släktet Gomphidia och familjen flodtrollsländor. IUCN kategoriserar arten globalt som livskraftig.

## Underarter
Arten delas in i följande underarter:
- G. a. abbotti
- G. a. audax